# 라멘
라멘(일본어: ラーメン)은 일본식 시나 국수 요리이다. 일본의 국민 음식 가운데 하나로 여겨진다. 시나(シナ) 소바라고 부른다. 일반적인 맛은 쇼유(간장)와 미소(일본된장)이며, 얇게 썬 돼지고기(차슈), 김(말린 해초), 멘마(대나무순), 쪽파 등을 토핑으로 얹는다.
오늘날 라멘은 다양한 지역적 다양성과 다양한 토핑을 갖춘 일본의 문화적 아이콘이 되었다. 일본에서는 지역마다 규슈의 돈코쓰라멘, 홋카이도의 미소라멘, 하코다테의 시오라멘과 같은 다양한 라멘이 있다. 라멘은 다양한 시설과 위치에서 제공되며, 보통 라멘 전문점인 라멘집에서 최고의 품질을 볼 수 있다.
일본식 라멘의 인기는 일본 밖으로도 퍼져나갔다. 인스턴트 라멘 또한 1958년 일본에서 개발된 이후 국제적인 인지도를 얻었다.

## 이름
메이지 시대에서는 난킹 소바, 시나 소바라고 불렸다. 전후 새로운 음식점이 생기면서 '라멘'이라는 이름으로도 불리게 되었다. 보통은 가타가나로 표기하지만, 한자로 "拉麺", "老麺", "柳麺"처럼 표기하기도 하며, 히라가나로 "らーめん", "らあめん"처럼 표기하기도 한다. 한국어 라면"과는 동원어이다. 
소바(메밀국수)가 아닌 밀국수(주카멘)로 만들지만, 일본 내에서는 보통 시나소바(支那そば)로도 불리며, "난징 메밀"이라는 뜻의 난킨소바(南京そば)로 불리기도 한다.

## 역사
라멘의 기원은 메이지 시대에 난징 지역 국수 요리를 일본인이 일본식(和食)으로 요리하면서 알려지게 되었다. 이전에는 난킹(난징) 소바라고도 불렸다. 1884년 하코다테의 중국 음식점인 "요와켄(養和軒)"에서 낸 광고에 "난킨소바(南京そば)"라는 이름이 등장하는데, 이것이 현대 일본의 라멘으로 이어지는 국물국수인지는 불명확하다. 최초의 일본식 라멘은 1910년 도쿄 아사쿠사의 중국 음식점인 "라이라이켄(來々軒)"에서 팔았던 "난킨소바(南京そば)", "시나소바(支那そば)"로 여겨진다.

## 만들기

### 국수

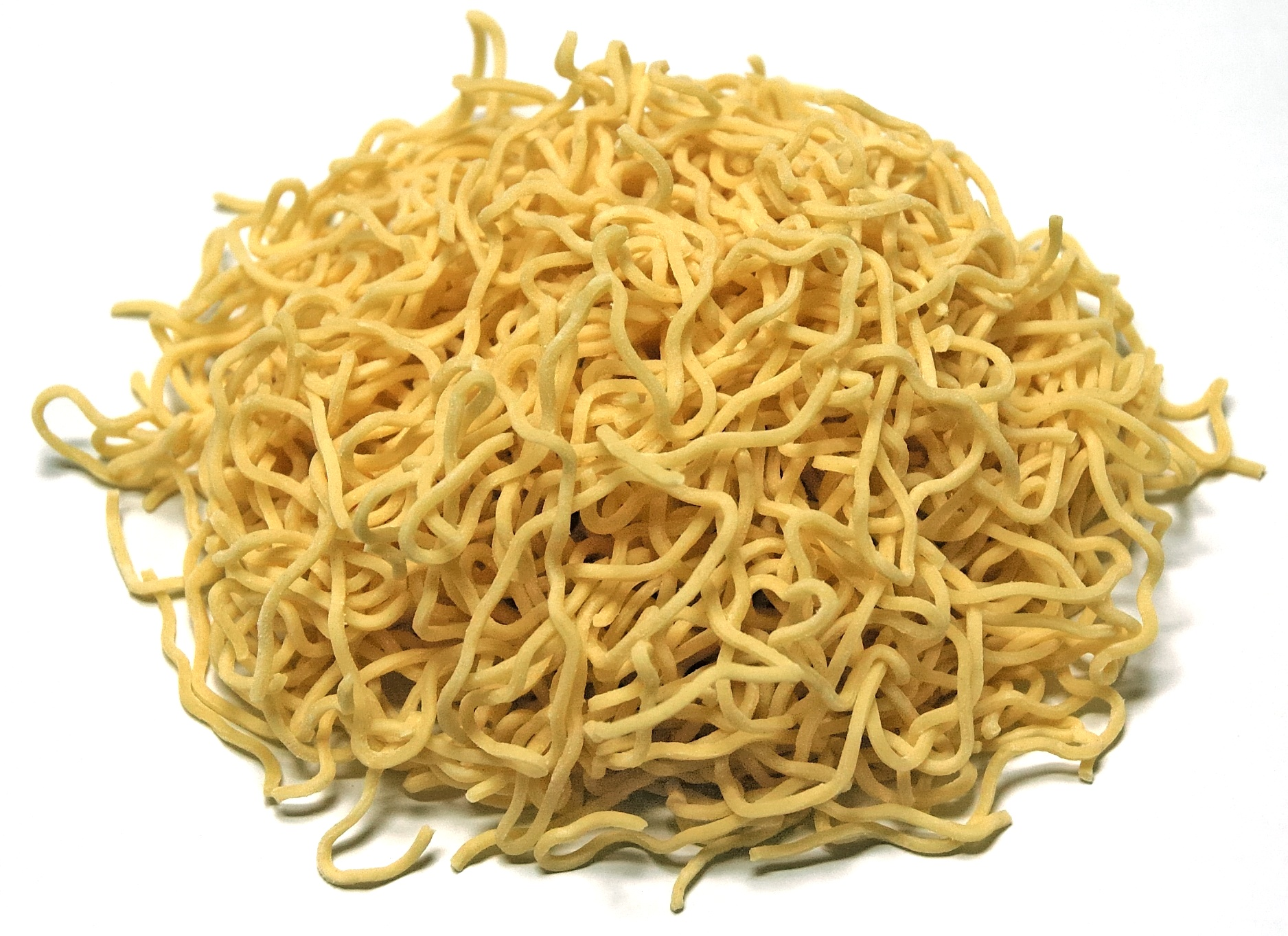
주카멘

밀가루에 감수를 첨가해 만든 밀국수인 주카멘을 사용한다. 국수의 굵기에 따라 "호소멘(細麺→가는 국수)" "나카호소멘(中細麺)", "나카후토멘(中太麺)", "후토멘(太麺→굵은 국수)" 등으로 나누기도 한다. 보통 삶아서 낸다.

### 국물·양념
일본에서 라멘 국물은 "수프(スープ 스푸[*])"라 불린다. 밑국물인 다시(出汁)와 양념인 다레(タレ)/가에시(かえし), 그 외에 향미유(香味油 고미아부라[*]) 등으로 이루어진다. 라멘 국물에는 여러 가지 뼈 육수나 해물 육수 등이 사용되며, 화학 조미료도 흔히 사용된다. 간은 소금(塩 시오[*]), 간장(醤油 쇼유[*]), 미소(味噌) 등으로 한다.

### 건더기·고명
라멘의 건더기·고명은 "구(具)"라 불린다. 쇼유라멘에는 차슈와 멘마 및 파 등이, 돈코쓰라멘에는 차슈와 파 및 목이 등을 넣는 경우가 많다. 라멘에 올리는 달걀은 반숙란 등 삶은 달걀이 주로 쓰이며, 간장 양념 등에 재어 맛을 낸 아지타마(味玉)나 훈제란(薫玉 군타마[*]) 등을 쓰기도 한다. 쇼유라멘에는 시금치나 미역 등 푸성귀를 넣기도 한다. 그 외에도 나루토마키, 가마보코 등 어묵, 김과 파래 등 해초, 숙주 등 채소 등을 넣는다. 그 외에도 고명으로 베니쇼가, 참깨, 다나카즈케나 가라시타나카, 우메보시, 마늘 등이 사용된다.

## 종류

### 재료
국물에 사용한 다레의 종류에 따라 시오라멘(塩ラーメン), 쇼유라멘(醤油ラーメン), 미소라멘(味噌ラーメン), 카레라멘(カレーラーメン) 등으로 분류하거나, 육수의 종류에 따라 돈코쓰라멘(豚骨ラーメン) 등으로 분류한다.
탁한 밑국물을 사용한 "바이탄(白湯)" 라멘으로는 돼지뼈 육수인 "부타바이탄(豚白湯)"을 쓴 돈코쓰라멘 등과 닭뼈 육수인 "도리바이탄(鶏白湯)" 등을 사용한 라멘 등이 있으며, 맑은 국물을 사용한 "잔탄(清湯)" 라멘으로는 맑은 돼지뼈 육수인 "부타겐코쓰(豚骨)" 다시나 맑은 닭뼈 육수인 "도리가라(鶏ガラ" 다시를 사용한 라멘, 해산물 다시를 사용한 라멘 등이 있다.
건더기와 고명에 따라 라멘을 분류하기도 한다. 차슈를 많이 넣은 차슈멘(チャーシュー麺), 완탄을 넣은 완탄멘(ワンタン麺) 등이 있다. 그 외에도 녹말물을 풀어 걸쭉하게 만든 간톤멘(広東麺), 고기와 채소, 생선, 달걀 등 여러 가지 재료를 넣은 고모쿠멘(五目麺), 가니타마를 올린 덴신멘(天津麺), 튀긴 돼지갈비를 넣은 바코멘(パーコー麺), 볶은 고기와 채소를 올린 잔폰멘(チャンポン麺)과 단멘(タンメン) 등이 있다.

### 지역
| 지역            | 이름            | 사진 | 설명                            |
| --------------- | --------------- | ---- | ------------------------------- |
| 홋카이도        | 삿포로 라멘     |      | 홋카이도 삿포로의 라멘이다.     |
| 홋카이도        | 아사히카와 라멘 |      | 홋카이도 아사히카와의 라멘이다. |
| 홋카이도        | 하코다테 라멘   |      | 홋카이도 하코다테의 라멘이다.   |
| 도호쿠          | 기타카타 라멘   |      | 후쿠시마현 기타카타의 라멘이다. |
| 간토            | 도쿄 라멘       |      | 도쿄의 라멘이다.                |
| 간토            | 이에케이라멘    |      | 가나가와현 요코하마의 라멘이다. |
| 도카이·호쿠리쿠 | 다카야마 라멘   |      | 기후현 다카야마의 라멘이다.     |
| 도카이·호쿠리쿠 | 타이완라멘      |      | 아이치현 나고야의 라멘이다.     |
| 간사이          | 와카야마 라멘   |      | 와카야마현 와카야마의 라멘이다. |
| 주고쿠·시코쿠   | 도쿠시마 라멘   |      | 도쿠시마현 도쿠시마의 라멘이다. |
| 주고쿠·시코쿠   | 오노미치 라멘   |      | 히로시마현 오노미치의 라멘이다. |
| 규슈·오키나와   | 구루메 라멘     |      | 후쿠오카현 구루메의 라멘이다.   |
| 규슈·오키나와   | 하카타 라멘     |      | 후쿠오카현 후쿠오카의 라멘이다. |

### 기타
차게 먹는 냉라멘(冷やしラーメン 하야시라멘[*]), 국수를 국물에 찍어 먹는 쓰케멘(つけ麺) 등도 라멘의 일종이다.
여러 가지 인스턴트 라멘(インスタントラーメン 인스탄토라멘[*])과 컵 라멘(カップ麺 갓푸멘[*]) 등도 개발되어 있다.

## 사진

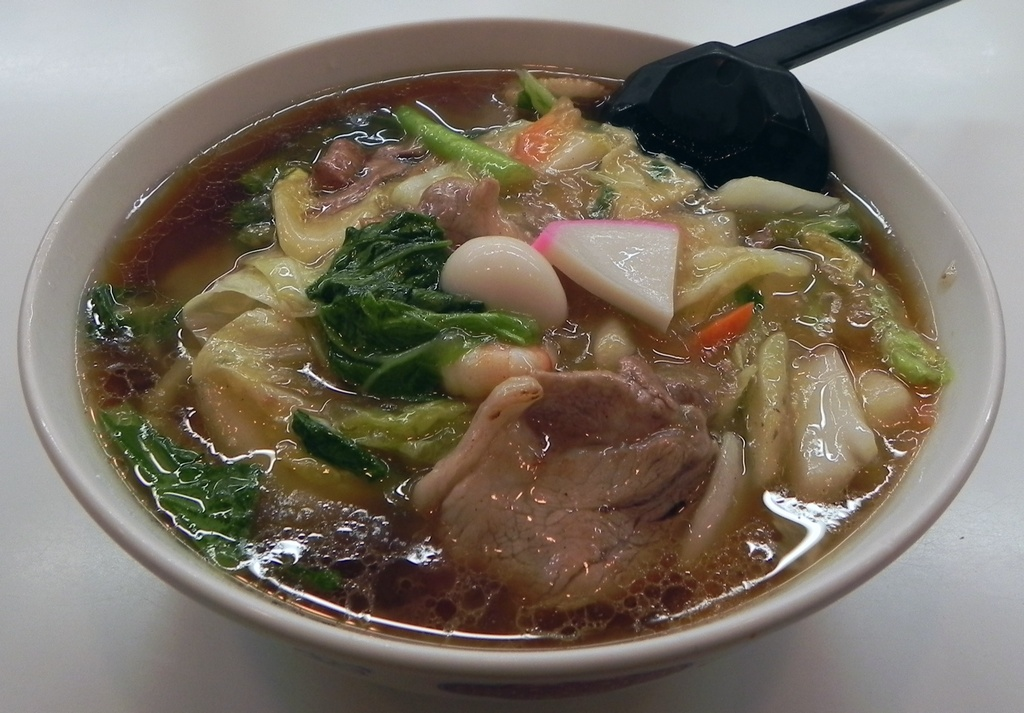
간톤멘
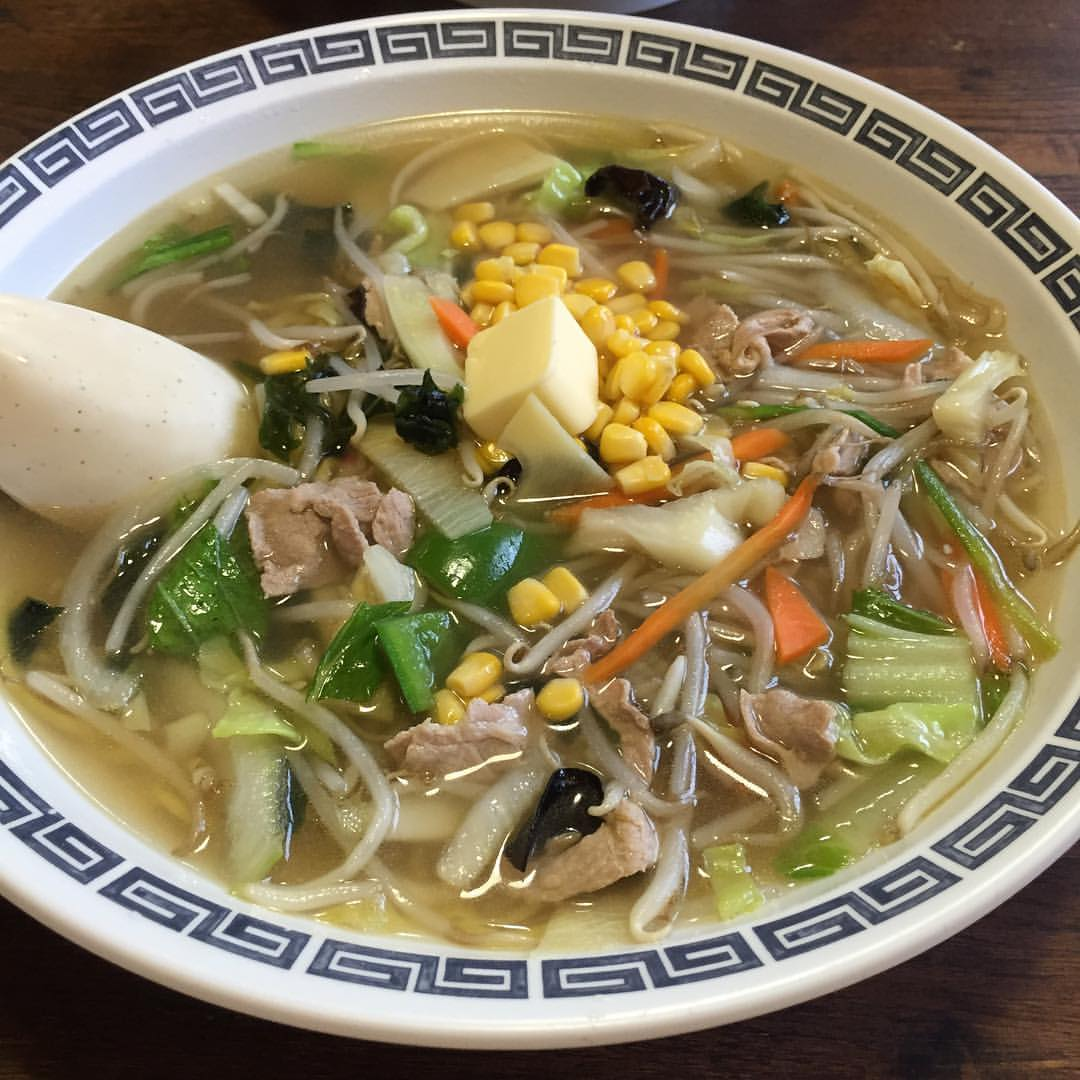
고모쿠멘
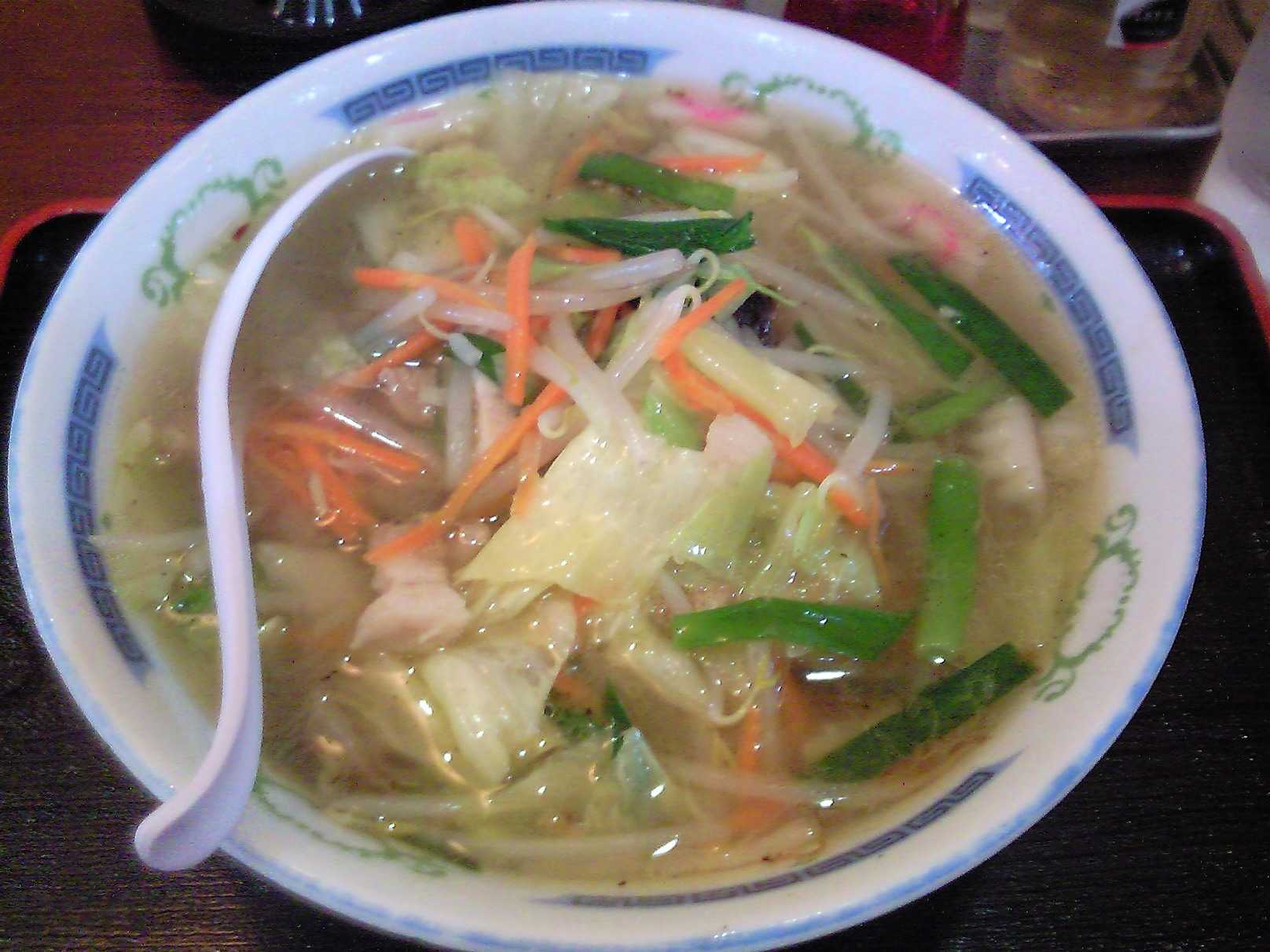
단멘
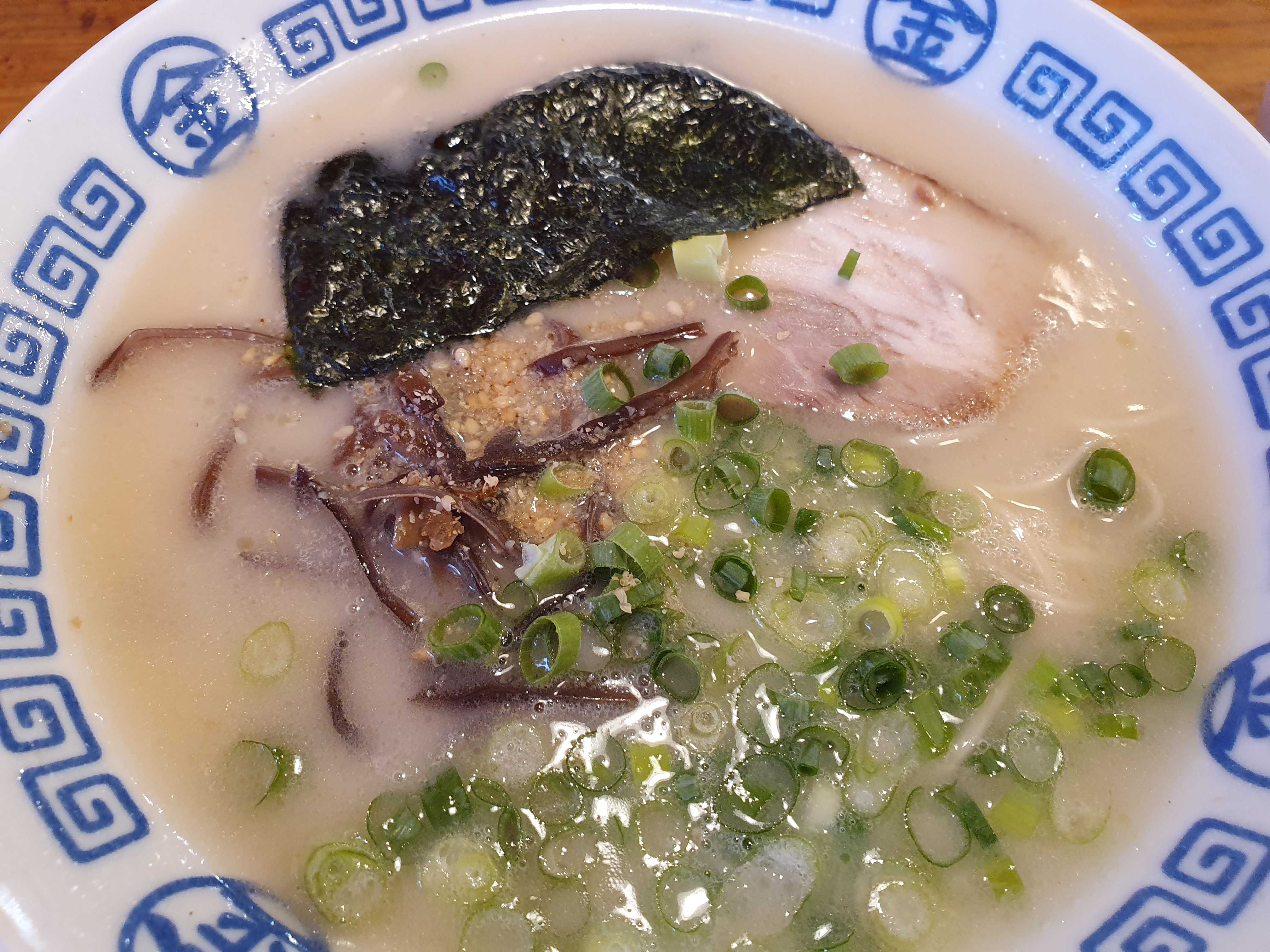
돈코쓰라멘
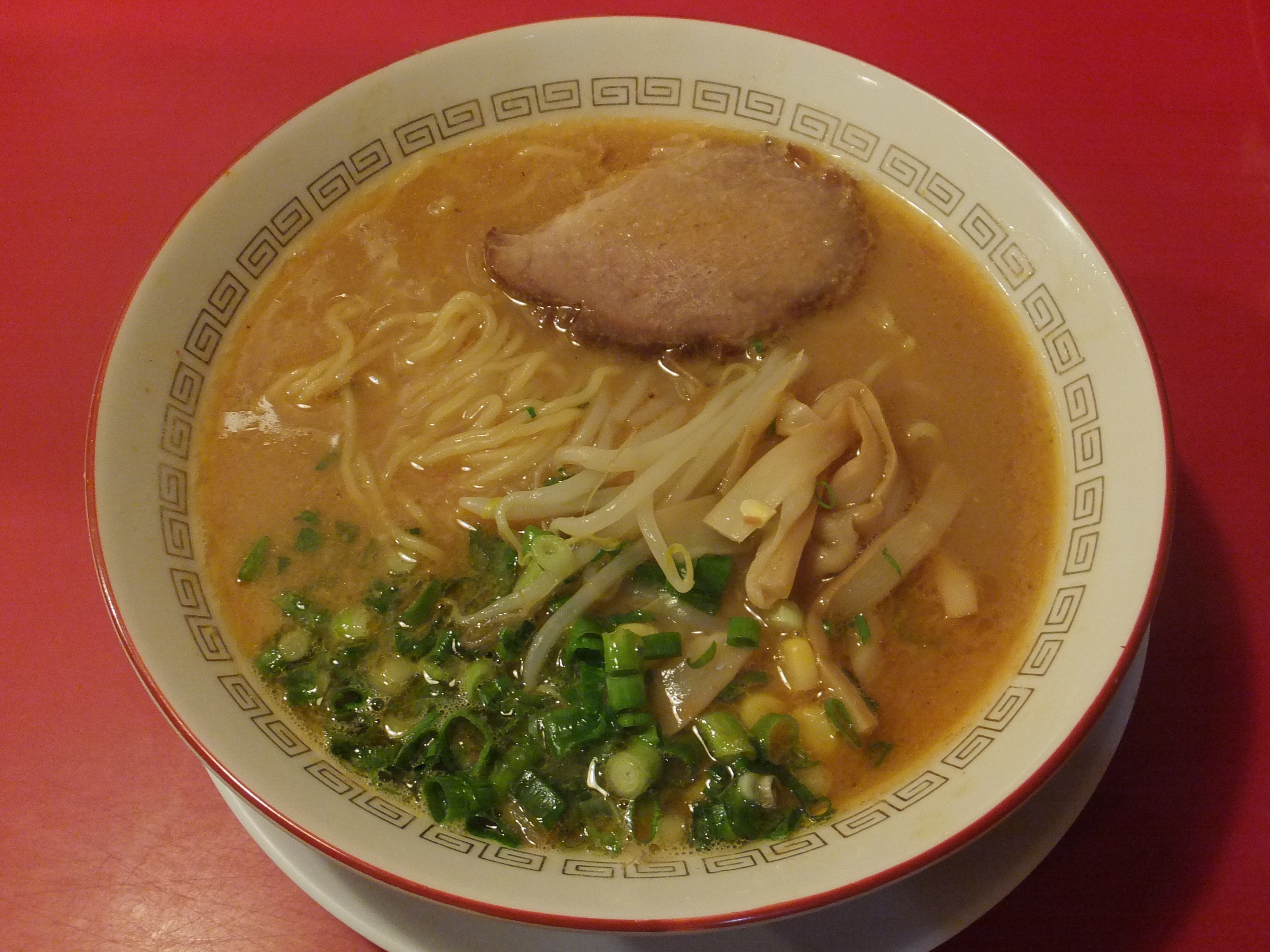
미소라멘
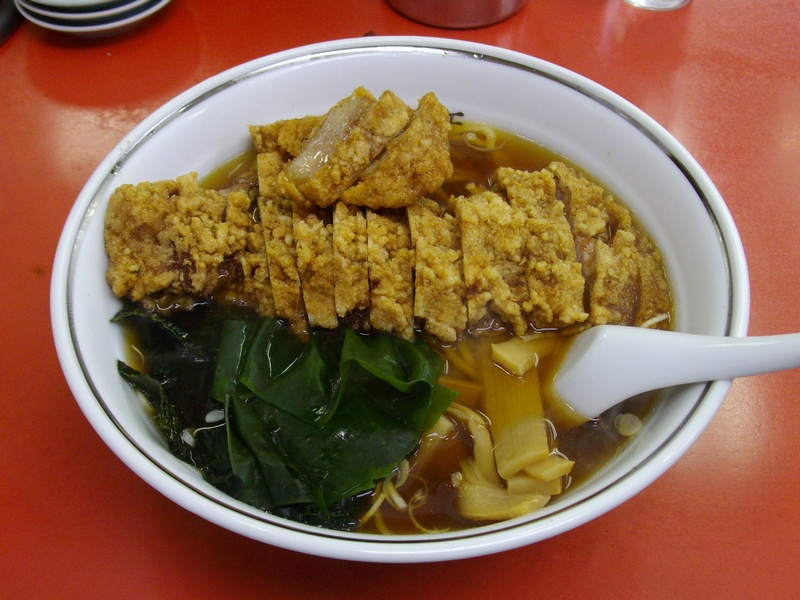
바코멘
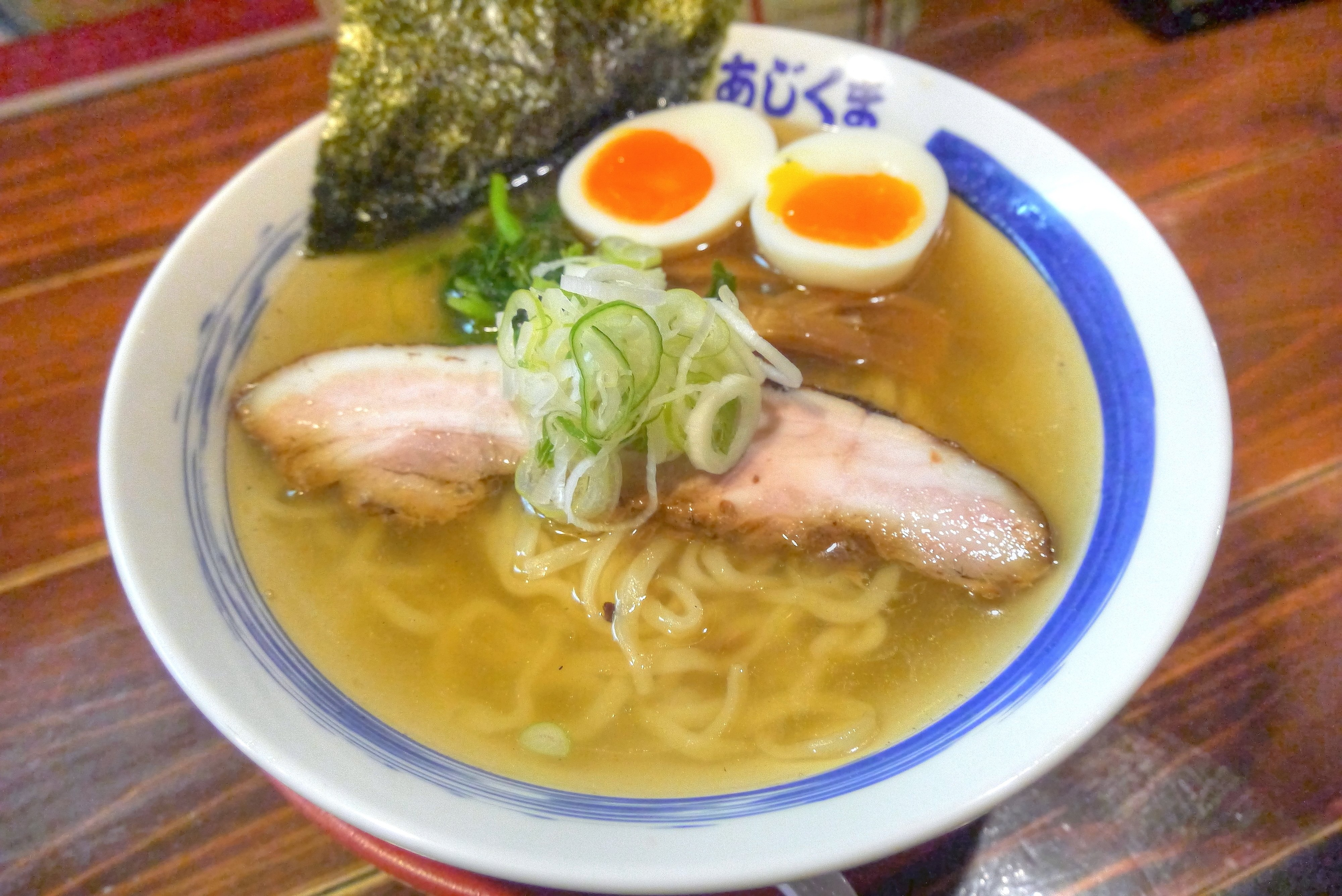
쇼유라멘
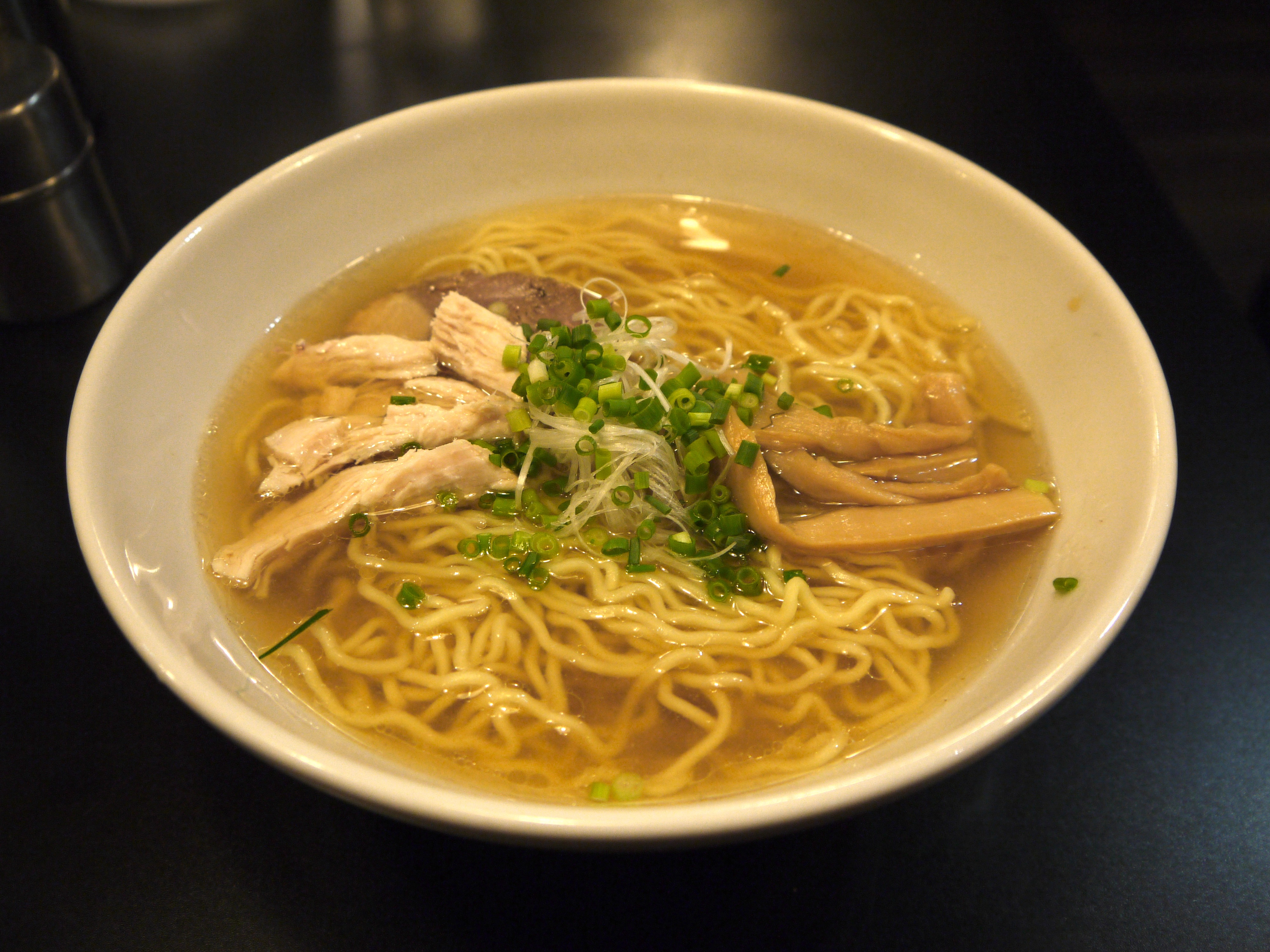
시오라멘
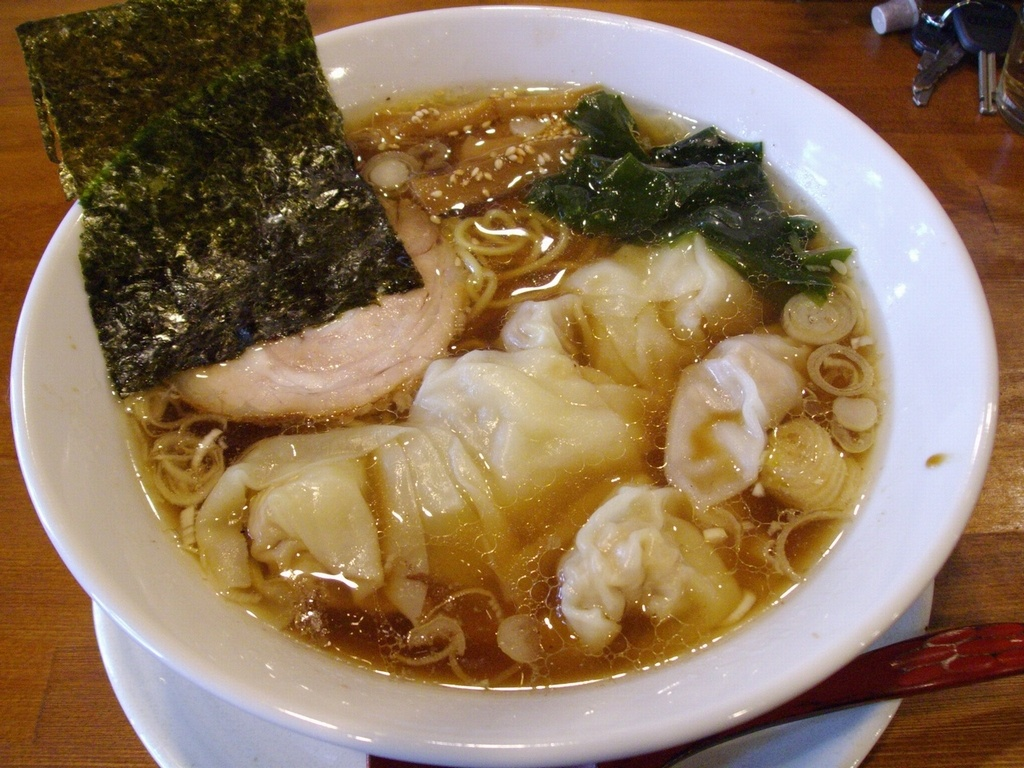
완탄멘
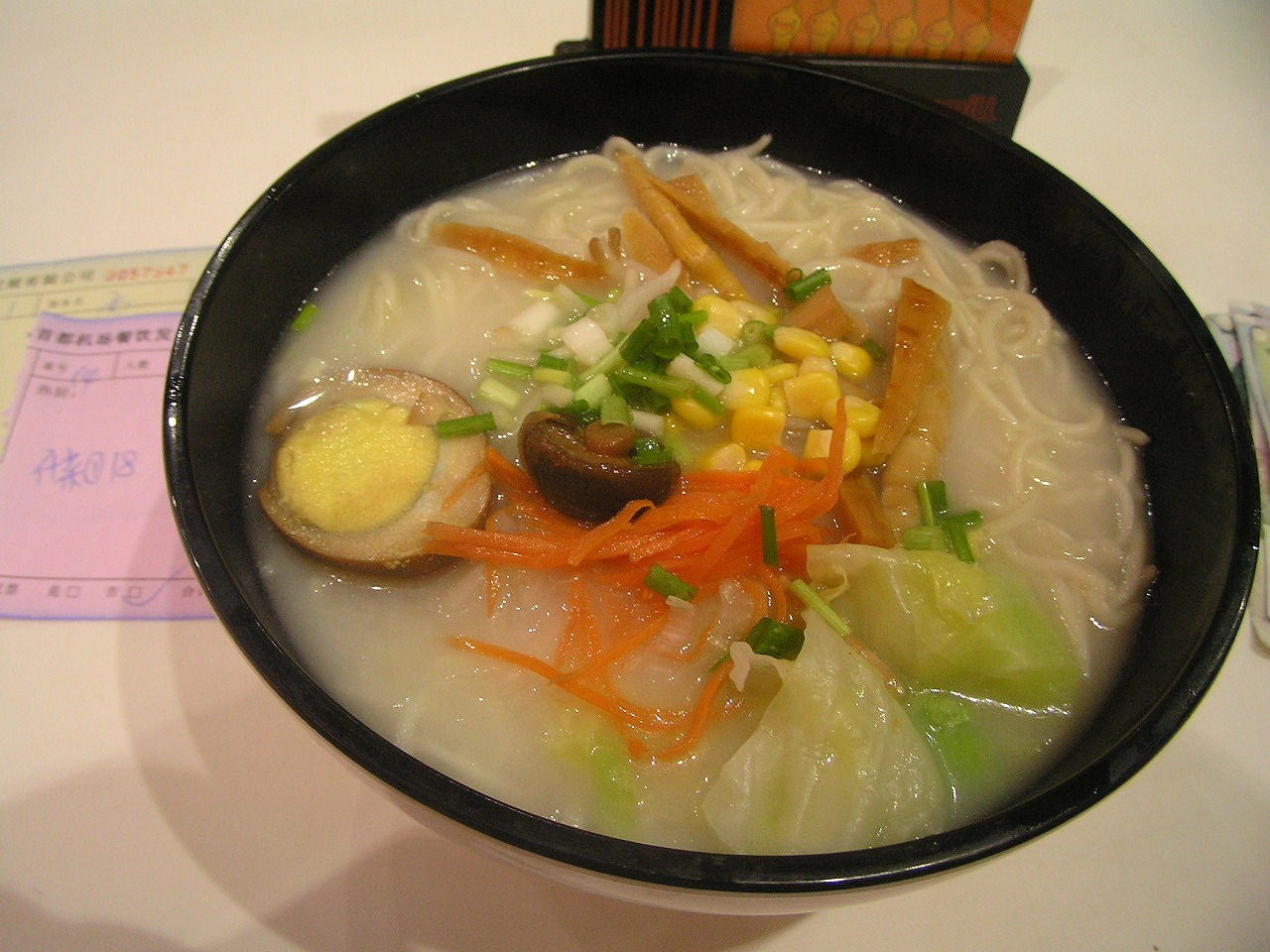
잔폰멘

## 같이 보기
- 라멘 가게
- 라멘 국기관
- 신요코하마 라멘 박물관
- 잔폰